# Nellie Stewart

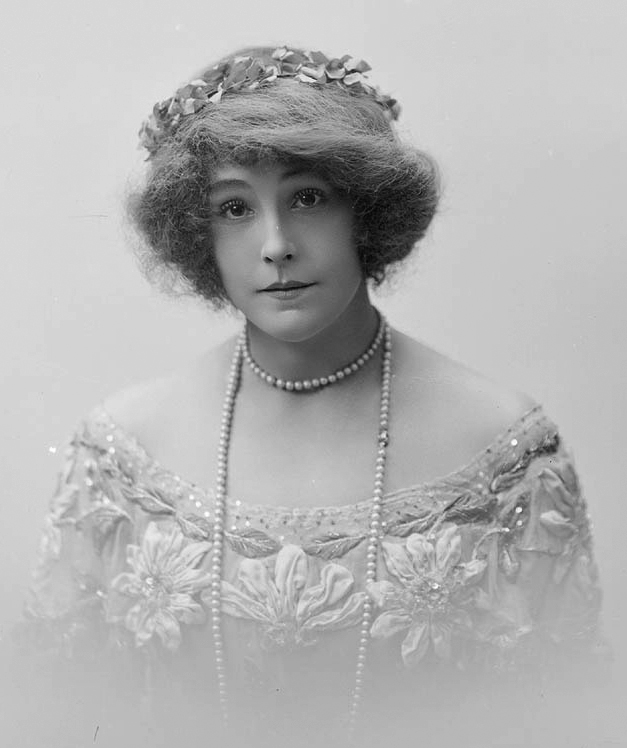
Nellie Stewart

Eleanor Towzey „Nellie“ Stewart (* 20. November 1858 in Woolloomooloo, Sydney; † 21. Juni 1931 in Sydney) war eine australische Schauspielerin und Sängerin.

## Leben
Nellie Stewart war die Tochter des Schauspielers Richard Stewart Towzey und der Sängerin Theodosia Stewart, einer Nachfahrin von Richard und Mary Ann Yates und Witwe des Schauspielers James Guerin. Sie trat bereits fünfjährig an der Seite von Charles Kean in The Stranger auf. 1877 spielte sie mit ihrer Familie in Garnet Walchs Rainbow Revels. 1879 tourten die Stewarts durch Indien, England und die USA. Im Folgejahr engagierte George Coppin Nellie Stewart für die Pantomime Sinbad the Sailor am Theatre Royal in Melbourne.
Dort lernte sie George Musgrove kennen, der sie für die Hauptrolle in Jacques Offenbachs Die Tochter des Tambourmajors engagierte und mit dem sie privat und beruflich bis zu dessen Tod verbunden blieb. Sie spielte zwischen 1883 und 1887 in mehr als zwanzig komischen Opern und unternahm Tourneen unter Leitung des Triumvirats George Musgrove, James Cassius Williamson und Arthur Garner. 1888 spielte sie die Margarethe in Charles Gounods Faust, wobei sie mit 24 Aufführungen in Folge ihre Stimme derart überanstrengte, dass sie ihre Laufbahn als Sängerin aufgeben musste.
1889 ging Stewart mit Musgrove nach England, wo 1893 ihre Tochter Nancye geboren wurde. Von 1893 bis 1895 leitete sie eine Openkompanie bei einer Tournee durch Australasien. Auf die Bühne kehrte sie 1898 in der Pantomime The Forty Thieve am Drury Lane Theatre zurück. In Australien trat sie 1900–01 in der Pantomime Cinderella auf. Den größten Erfolg ihrer Laufbahn hatte sie 1902 als Nell Gwynne in Sweet Nell of Old Drury von Paul Kester; dem australischen Publikum blieb sie danach als Sweet Nell in Erinnerung.
1905 reiste sie mit dem Stück nach San Francisco, weitere Auftrittspläne in den USA wurden durch das Erdbeben 1906 zunichtegemacht. Weitere Erfolge hatte sie 1910 in Sweet Kitty Bellairs und 1911 in What Every Woman Knows, When Knighthood was in Flower und Trilby. 1911 spielte sie in der Verfilmung von Sweet Nell of Old Drury in der Regie von Raymond Longford. 
Nach dem Tod von Musgrove wurde sie sehr von Hugh D. McIntosh unterstützt, der eine neue Aufführung von Sweet Nell auf die Bühnen seiner Theater in Sydney und Melbourne brachte. Er engagierte sie als Coach für seine Produktionen The Lilac Domino und Chu Chin Chow und sponserte ihre Nellie Stewart School of Acting in Sydney. Ihren letzten Auftritt hatte sie 1930 in Melbourne im Comedy Theatre in Edward Sheldons Stück Romance, das später mit Greta Garbo in der Hauptrolle verfilmt wurde. Wenige Monate vor ihrem Tod nahm sie mit ihrer Tochter Nancye und ihrem Schwiegersohn Mayne Lynton drei Szenen aus Sweet Nell und Address to Her Public auf Schallplatte auf. Im April 1931 wirkte sie an einer Wohltätigkeitsveranstaltung in der Mosman Town Hall mit. 
Im Juni 1931 starb Nellie Steward, ihre Asche wurde im Familiengrab auf dem Boroondara Cemetery in Melbourne beigesetzt. Freunde und Fans Stewarts gründeten den Nellie Stewart Old Drury Club, der sich für wohltätige Zwecke einsetzte und in den Sydney Royal Botanic Gardens den Nellie Stewart Garden of Memory mit 2500 Rosenbüschen anlegte. 